# Erstein
 Erstein (en alsacià Eerstain) és un municipi francès, situat a la regió del Gran Est, al departament del Baix Rin. L'any 1999 tenia 9.664 habitants.
Forma part del cantó d'Erstein, del districte de Sélestat-Erstein i de la Comunitat de comunes del cantó d'Erstein.

## Demografia
| 1962  | 1968  | 1975  | 1982  | 1990  | 1999  |
| ----- | ----- | ----- | ----- | ----- | ----- |
| 6.155 | 6.288 | 7.434 | 8.095 | 8.600 | 9.664 |

## Administració
| Període   | Identitat           | Partit |
| --------- | ------------------- | ------ |
| 1935-1965 | Jean-Philippe Bapst |        |
| 1965-1989 | Georges Riehl       |        |
| 1989-2008 | Théo Schnee         | PS     |
| 2008-     | Jean-Marc Willer    |        |

## Personatges il·lustres
- Laure Diebold, heroi de la resistència
- François-Joseph Offenstein (1760-1837) general francès